# Кондратенко, Геннадий Петрович
Кондратенко Геннадий Петрович (укр. Кондратенко Геннадій Петрович); (1920—1999) — украинский советский учёный, микробиолог, доктор медицинских наук (1970), профессор (1971), заслуженный деятель науки Украинской ССР (1980),  ректор Донецкого Государственного Медицинского Института  (1965-1985), заведующий кафедрой микробиологии, вирусологии и иммунологии (1966-1991).

## Биография
Родился 14 сентября 1920 года в г. Мариуполе Донецкой области в семье рабочего. В 1937 году поступил в Сталинский (ныне Донецкий) медицинский институт. В 1941 году после окончания 4 курса ушёл добровольцем на фронт. Во время Великой Отечественной войны служил младшим, старшим врачом полка, ординатором, старшим ординатором и заведующим хирургическим (газово-гангренозным) отделением хирургического полевого подвижного госпиталя первой линии. В составе частей Южного, Юго-Западного, 3-го Украинского фронтов Советской Армии принимал участие в освобождении от фашистских захватчиков юга России, Украины, Молдавии, Румынии, Болгарии, Югославии, Венгрии, Австрии.
После демобилизации из Советской Армии с 1946 г. работает в Сталинском медицинском институте. С 1946 по 1947 — ассистент кафедры биологии, с 1947 по 1950 г.г. — аспирант, с 1950 г. — ассистент, с 1954 г. — доцент, с 1966 по 1990 г.г. — заведующий кафедрой микробиологии, вирусологии и иммунологии, а с 1991 по 1999 годы — профессор этой же кафедры.
В 1952 году защитил кандидатскую диссертацию, а в 1970 году — докторскую. В 1955 году присвоено ученое звание доцента, в 1971 году — профессора. В 1980 году ему присвоено почетное звание «Заслуженный деятель науки УССР»
С 1952 по 1957 годы — председатель профсоюзного комитета сотрудников института, с 1957 по 1964 годы — проректор по учебной работе, а с 1965 года по 1985 год — ректор Донецкого государственного медицинского института.
За время работы на руководящих должностях укрепилась материальная база института. Улучшилась учебно-методическая, научная, лечебная и изобретательская деятельность. Были достигнуты значительные успехи в подготовке научно-педагогических и врачебных кадров. Построены санитарно-гигиенический, стоматологический и спортивный корпуса, ЦНИЛ, 7 общежитий на 4177 мест, столовая на 515 посадочных мест, созданы санаторий-профилакторий на 100 мест и спортивно-оздоровительный лагерь «Солнечный» на берегу реки Северский Донец. Открыты педиатрический, санитарно-гигиенический и стоматологический факультеты, факультет усовершенствования врачей, подготовительное отделение. В 1968 году для профессиональной ориентации школьников открыт университет "Юный медик".
С 1973 года институт готовил врачебные кадры для зарубежных стран (Европа, Азия, Африка, Латинская Америка). Из небольшого медицинского института он превратился в крупнейший многопрофильный и один из лучших медицинских вузов в бывшем СССР. За успехи в работе институт неоднократно награждался грамотами Министерства здравоохраения СССР и УССР, Дипломом Совета Министров СССР и ВЦСПС, Почетной Грамотой Президиума Верховного Совета УССР.
Профессор Г. П. Кондратенко — учёный-микробиолог разносторонних научных интересов. Своими трудами он внес весомый вклад в разработку фундаментальных проблем медицины и создал Донецкую научную школу микробиологов. Под его руководством выполнены и успешно защищены 5 докторских и 18 кандидатских диссертаций. Он является автором 5 монографий, 320 научных работ, 26 изобретений и 29 рационализаторских предложений.
Многие работы профессора Г. П. Кондратенко посвящены различным проблемам педагогики высшей школы. Под его руководством была написана и издана книга «Задания для самостоятельной работы студентов по курсу общей и частной микробиологии», получившая высокую оценку коллективов кафедр микробиологии нашей страны. Разработана и издана программа по преподаванию иммунологии в медицинских высших учебных заведениях. На кафедре микробиологии был создан уникальный в странах СНГ учебный музей.
Под научным руководством профессора Г. П. Кондратенко сформировано научное направление по изучению сальмонелезного бактерионосительства. Были получены новые данные о патогенезе этого заболевания, разработаны оригинальные методы диагностики и лечения. Широкую известность получили исследования, посвященные изучению этиологии, патогенеза, лабораторной диагностики и лечения неспецифических заболеваний легких, а также профилактики и лечения гнойно-септических заболеваний и осложнений.
Высокий авторитет педагога и ученого подтвержден участием профессора Г. П. Кондратенко в работе Совета по высшей медицинской школе при Министерстве здравоохранения СССР, проблемной комиссии по медицинской микробиологии АМН СССР, центральной учебно-методической комиссии по микробиологии при главном управлении учебных заведений Министерства здравоохранения СССР.
Профессор Г. П. Кондратенко неоднократно избирался председателем правления областного научного общества иммунологов и общества микробиологов. Был участником ВДНХ СССР и УССР, награждён серебряной и бронзовой медалями ВДНХ СССР, дипломами. Профессор Г. П. Кондратенко был избран Почетным членом Украинского научного общества микробиологов, эпидемиологов и паразитологов им. Д. К. Заболотного (1991 г.).
Профессор Г. П. Кондратенко был делегатом XXIII съезда КПСС, XIV, XV и XVI съездов профсоюзов СССР. С 1963 по 1987 годы — депутат Донецкого областного Совета народных депутатов, председатель постоянной комиссии по здравоохранению и социальному обеспечению.
За боевые заслуги в годы Великой Отечественной войны и большие успехи в организаторской, научно-исследовательской, учебно-методической и воспитательной работе в мирное время профессор Г. П. Кондратенко награждён орденами Отечественной войны II степени (1985), Красной Звезды (1945), Трудового Красного Знамени — дважды (1966, 1971),  Знак Почета — дважды (1961, 1976), 14 медалями и 24 почетными знаками.

## Награды и отличия
- Орден Отечественной войны II степени — 1985
- Орден Красной Звезды — 1945
- Орден Трудового Красного Знамени — был вручен дважды в 1966, 1971
- Орден «Знак Почёта» -с вручением ордена в 1961, 1976

- Медаль «За отвагу» (СССР) -1944
- Медаль «За победу над Германией в Великой Отечественной войне 1941—1945 гг.» — 1945
- Медаль «За взятие Вены» — 1945
- Медаль «За освоение целинных земель» — 1956
- Юбилейная медаль «Двадцать лет Победы в Великой Отечественной войне 1941—1945 гг.» — 1965
- Юбилейная медаль «50 лет Вооружённых Сил СССР» — 1968
- Медаль «В ознаменование 100-летия со дня рождения Владимира Ильича Ленина» — 1970
- Медаль «Ветеран труда» — 1984
- Юбилейная медаль «Тридцать лет Победы в Великой Отечественной войне 1941—1945 гг.» — 1975
- Юбилейная медаль «60 лет Вооружённых Сил СССР» — 1978
- Юбилейная медаль «Сорок лет Победы в Великой Отечественной войне 1941—1945 гг.» — 1985
- Юбилейная медаль «70 лет Вооружённых Сил СССР» — 1988
- Юбилейная медаль «50 лет Победы в Великой Отечественной войне 1941—1945 гг.» — 1995
- Медаль Жукова — 1998

- Знак «Шахтёрская слава» —  I, II и III степени (1967, 1970, 1980)

- Медали ВДНХ — серебряная медаль 1983, бронзовая медаль 1978